# Tasmanopilio megalops
Tasmanopilio megalops − gatunek kosarza z podrzędu Eupnoi i rodziny Caddidae.

## Występowanie
Gatunek jest endemiczny dla Tasmanii.